# Bausa

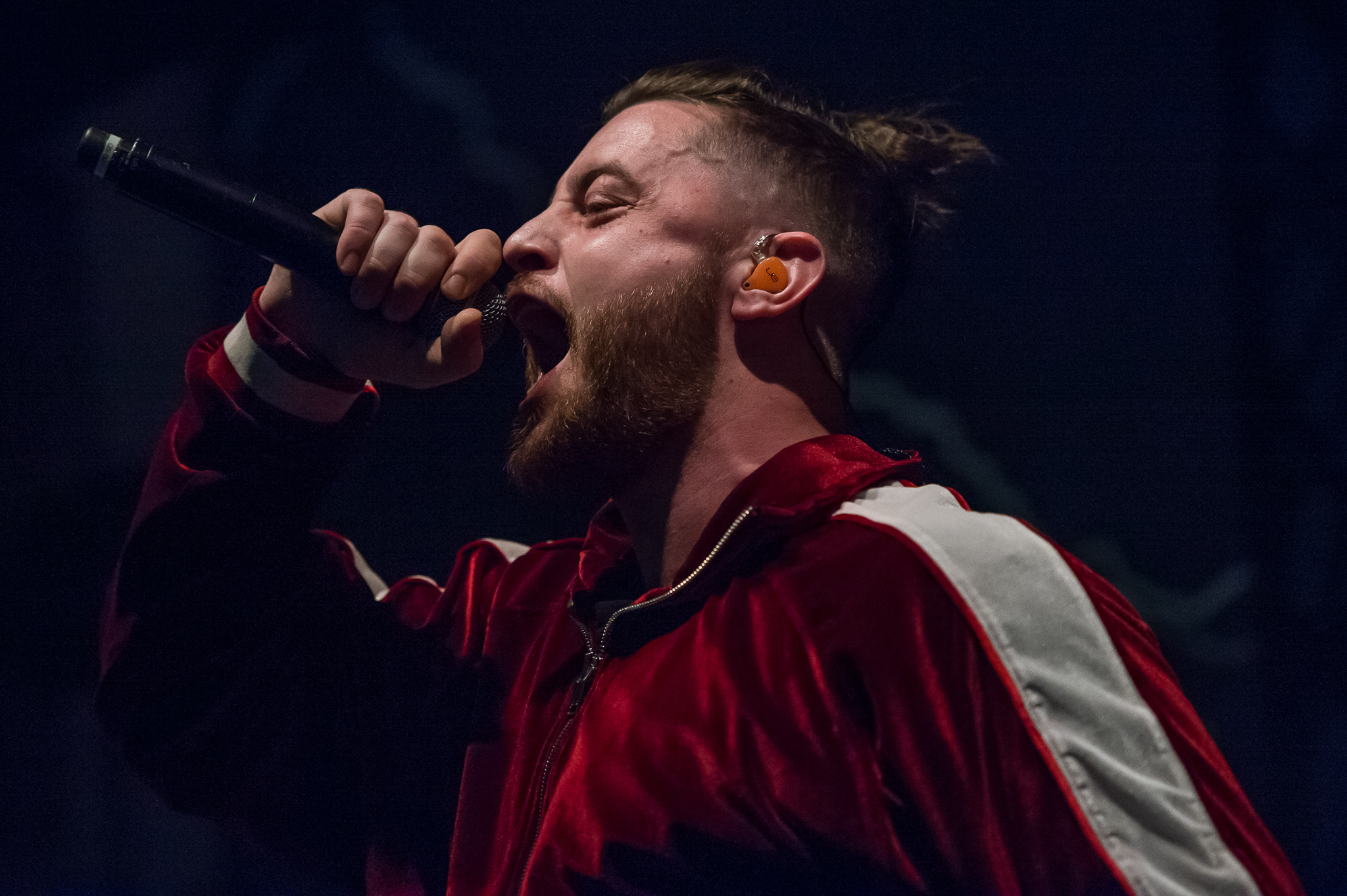
Bausa (2018)

Bausa (* 9. Juni 1989 in Saarbrücken; bürgerlich Julian Otto) ist ein deutscher Rapper und Sänger, der anfangs durch die Zusammenarbeit mit Capo und Haftbefehl bekannt wurde. Er lebt in Bietigheim-Bissingen.

## Leben
2014 trat Bausa erstmals mit der EP Seelenmanöver, die von Capos Label Hitmonks veröffentlicht wurde, in Erscheinung. Später konnte man die EP kostenlos von der Labelseite herunterladen. Es folgten einige Features, unter anderem wirkte er bei der Single Atramis von Bonez MC & RAF Camora, welche auf Platz 36 in den deutschen Charts landete, und der Single Komm wir chillen von Capo sowie bei dem Song Kreis von Kontra K mit. Darüber hinaus arbeitete er mit Celo & Abdi, Sido, Miss Platnum und Prinz Pi zusammen. Sein Debütalbum Dreifarbenhaus erschien im April 2017 und chartete auf Platz 10.
Die Single Was du Liebe nennst erschien am 29. September 2017 und konnte sich in der zweiten Woche auf Rang 1 in den deutschen Singlecharts platzieren. Das Lied hielt sich neun Wochen auf Platz eins und wurde somit der am häufigsten an der Spitze platzierte deutschsprachige Hip-Hop-Song aller Zeiten. Des Weiteren ist es die erste Deutschrap-Single, die die Diamant-Schallplatte erreichte. Am 26. Februar 2021 veröffentlichte er sein drittes Studioalbum 100 Pro.
2024 nahm er an der Sendung Schlag den Star teil und gewann gegen Emilio Sakraya. Für Aufsehen sorgte er dabei, indem er mit einem Shirt gegen die AfD protestierte.

## Diskografie
Studioalben

| Jahr | Titel Musiklabel                                      | Höchstplatzierung, Gesamtwochen, AuszeichnungChartplatzierungen (Jahr, Titel, Musiklabel, Platzierungen, Wochen, Auszeichnungen, Anmerkungen) | Höchstplatzierung, Gesamtwochen, AuszeichnungChartplatzierungen (Jahr, Titel, Musiklabel, Platzierungen, Wochen, Auszeichnungen, Anmerkungen) | Höchstplatzierung, Gesamtwochen, AuszeichnungChartplatzierungen (Jahr, Titel, Musiklabel, Platzierungen, Wochen, Auszeichnungen, Anmerkungen) | Anmerkungen                             |
| Jahr | Titel Musiklabel                                      | DE | AT | CH | Anmerkungen                             |
| ---- | ----------------------------------------------------- | --- | --- | --- | --------------------------------------- |
| 2017 | Dreifarbenhaus Downbeat Records (WMG)                 | DE10 (8 Wo.)DE | AT32 (1 Wo.)AT | CH70 (1 Wo.)CH | Erstveröffentlichung: 21. April 2017    |
| 2019 | Fieber Downbeat Records (WMG)                         | DE9 (6 Wo.)DE | AT10 (2 Wo.)AT | CH31 (2 Wo.)CH | Erstveröffentlichung: 21. Juni 2019     |
| 2021 | 100 Pro Downbeat Records (WMG)                        | DE6 (6 Wo.)DE | AT10 (3 Wo.)AT | CH30 (3 Wo.)CH | Erstveröffentlichung: 26. Februar 2021  |
| 2023 | Der Letzte macht das Licht aus Downbeat Records (WMG) | DE45 (4 Wo.)DE | — | — | Erstveröffentlichung: 8. September 2023 |